# Playa de El Cañuelo
La playa de El Cañuelo es una pequeña playa situada en el término municipal de Tarifa, en la comarca del Campo de Gibraltar, en Andalucía, España.

## Descripción
Situada entre el cabo de Gracia y punta Camarinal, esta playa, de unos 800 metros de longitud y una anchura media de 35 metros,
es una de las pocas de la zona en la que la presencia humana no ha transformado el paisaje, y aún puede observarse un ecosistema dunar bien conservado.
Se encuentra dentro del parque natural del Estrecho y se accede a ella por un sendero corto que comienza junto al faro de Camarinal.
En la playa desemboca el arroyo de El Cañuelo, que en épocas de gran pluviosidad puede formar un pequeño estuario. El sistema dunar formado se encuentra poco deteriorado por la acción humana, aunque los fuertes vientos de la zona y las mareas provocan un continuo movimiento de arena, que sepulta cada cierto tiempo las comunidades vegetales presentes. Entre la flora de las dunas destaca el barrón y el grama de mar.
A continuación de esta playa podemos encontrar Cala Esmeralda. Hasta hace unos años era una cala rocosa situada antes de empezar los acantilados de Punta Camarinal, pero los últimos temporales invernales la han cubierto de arena dorada típica de las playas que la rodean, como El Cañuelo y Bolonia, formando una pequeña playa, en forma de dos medias lunas separadas por rocas.
Debido a los vientos y las mareas de esta zona, la cantidad de arena de esta cala varía mucho, llegando incluso a desaparecer en los temporales invernales. Para verla en su máximo esplendor es recomendable esperar a la primavera o el verano, y en bajamar.
El color del agua del océano en este lugar al atardecer, entre azul turquesa y verde esmeralda, da el nombre a la misma.

## Galería

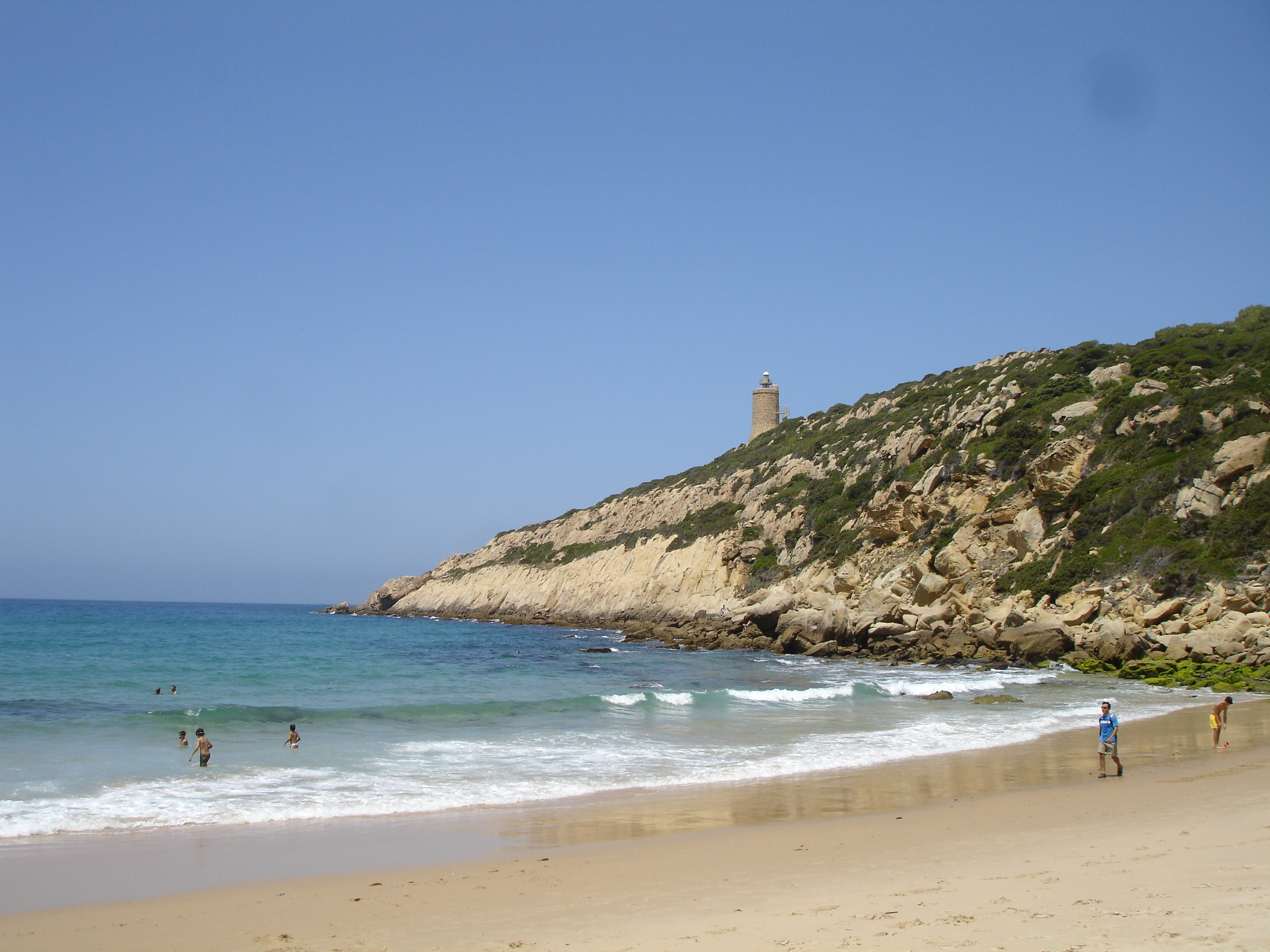
La playa y faro Camarinal.
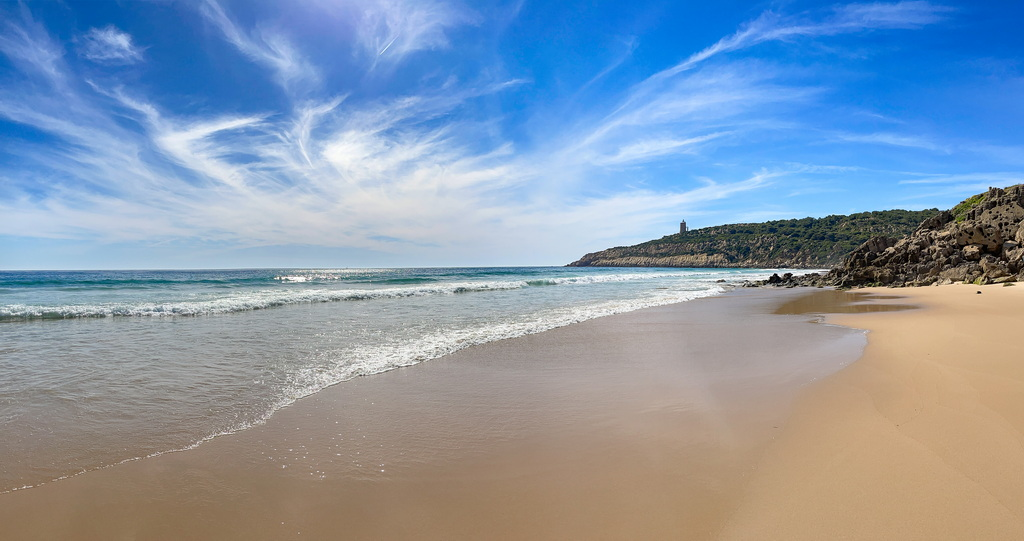
Cala Esmeralda - Playa de El Cañuelo
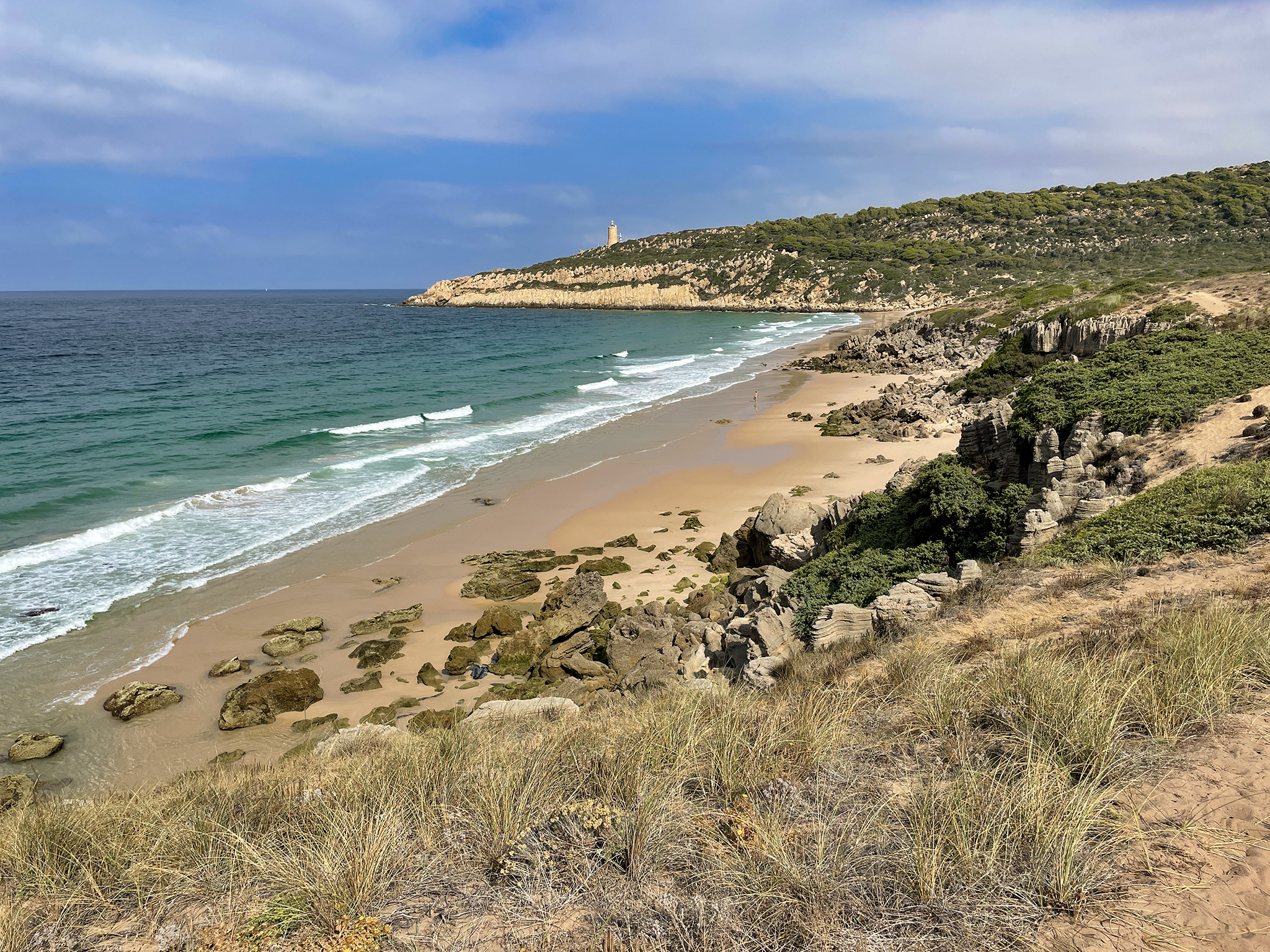
Cala Esmeralda - Playa de El Cañuelo
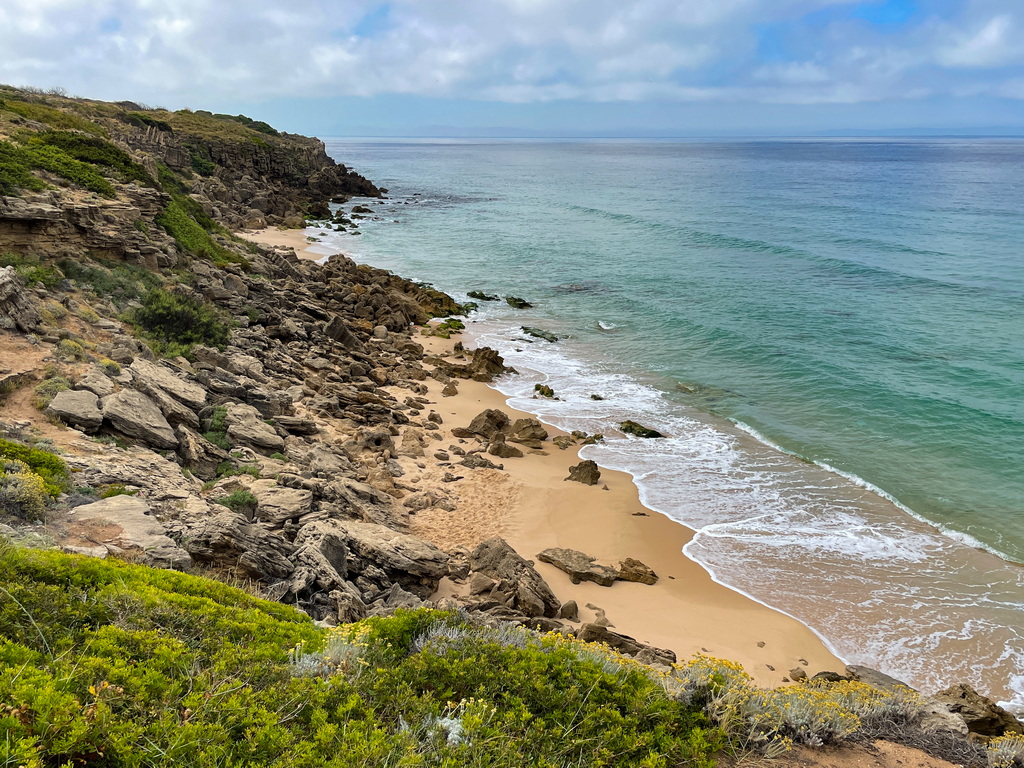
Cala Esmeralda - Playa de El Cañuelo